# زیارتگاه عباس‌آباد
زیارتگاه عباس‌آباد مربوط به دوره قاجار است و در کاشان، خیابان عباس‌آباد، محله پشت مشهد واقع شده و این اثر در تاریخ ۱۷ اسفند ۱۳۸۱ با شمارهٔ ثبت ۷۶۶۸ به‌عنوان یکی از آثار ملی ایران به ثبت رسیده‌است.